# Vieri de' Medici
Vieri di Cambio de' Medici (Firenze, 1323 – Firenze, 1395) è stato un banchiere italiano, tra i primi esponenti di rilievo della famiglia Medici.

## Biografia
Nella Firenze del Trecento la famiglia Medici, proprietaria già dal secolo precedente di case in città e terreni nel Mugello, si era distinta come una delle famiglie che sembravano voler bruciare le tappe di un'ascesa sociale molto desiderata. In questo senso troviamo i nomi dei Medici in molti episodi di scontro e ribellione, ai quali seguivano spesso esili e condanne.
Vieri, al contrario di molti altri familiari, ebbe una condotta irreprensibile e si dedicò all'attività finanziaria, con la quale si costruì un'ingente fortuna.
Fu favorevole verso il popolo, ma al contempo rimase sempre ossequioso delle istituzioni politiche, diventando così tra i cittadini più stimati (e più ricchi) della città.
Con il tumulto dei Ciompi fu nominato fra i 64 cavalieri del popolo, ma anche dopo la fine del regime popolare (1382) non venne proscritto, anzi continuò ad essere interpellato dal governo comunale.
Vieri fondò (1348-1392) un articolato sistema bancario su larga scala con filiali in varie città d'Europa ed aveva come assistenti alcuni parenti, tra i quali Giovanni di Bicci de' Medici, che divenne in seguito socio minoritario del banco.
Giovanni poi, grazie alla dote portata dalla moglie (Piccarda  Bueri), rilevò la succursale romana del banco di Vieri, che egli stesso dirigeva.
Quando Vieri si ritirò dagli affari (1393), le sue attività finanziarie vennero continuate dai figli Niccolò e Cambio, ma i due non erano affatto portati per tali operazioni, tanto da portare la prestigiosa compagnia di cambio fiorentina ad un rapido fallimento.
Gli affari di Giovanni di Bicci invece erano floridi più che mai, tanto che nel 1397 egli poteva tornare a Firenze aprendo una nuova sede per la sua compagnia, quel Banco Medici che fu alla base delle fortune familiari.

## Matrimoni e discendenza
Vieri si sposò due volte. Le prime nozze, prima del 1364, furono con una certa Valenza, deceduta nel 1378; in seconde nozze si unì a Bice di Pazzino Strozzi. Dalla seconda moglie Vieri ebbe quattro figli, due maschi e due femmine:
- Nicola (*~1384 †1454);
- Bice (*? †?);
- Valenza (*? †?), sposa Giovanni Salviati;
- Cambio (*22.II.1391 †20.IX.1463), anche lui si sposò due volte, prima con Lorenza di Niccolò Guicciardini e poi con Simona di Bernardo Bardi.